# Los maridos de mamá
Los maridos de mamá es una película en blanco y negro de Argentina dirigida por Edgardo Togni sobre el guion de Abel Santa Cruz que se estrenó el 5 de abril de 1956 y que tuvo como protagonistas a Ana Mariscal, Juan Carlos Thorry, George Rigaud y Florén Delbene. Juan Carlos Thorry había protagonizado con Gloria Guzmán la obra de teatro.

## Sinopsis
Un hombre trata de reconquistar a su exesposa con la ayuda de su hija.

## Reparto
- Ana Mariscal
- Juan Carlos Thorry
- George Rigaud
- Florén Delbene
- Berta Ortegosa
- Hilda Rey
- Carlos Estrada
- Semillita
- Héctor Rey
- Osvaldo Terranova
- Cristina Berys

## Comentarios
La Nación dijo:

”Ágil versión de una comedia sonriente.”

EM apuntó:

”Salta del escenario a la pantalla sin cambios notables.”

Manrupe y Portela escriben:

”Comedia liviana con algo de sentimental.”